# Gustavo Perednik
Pour les articles homonymes, voir Perednik.
 (octobre 2012).
Gustavo Perednik (1956) est un écrivain et docteur en éducation né en Argentine et résidant en Israël. Il est auteur de douze livres qui ont reçu des prix littéraires internationaux, et de centaines d'articles sur le judaïsme et la modernité.

## Biographie
Il est professeur cum laude de l'université hébraïque de Jérusalem, dans laquelle il a enseigné en plusieurs langues. Il a été invité comme conférencier dans plus d’une centaine de villes aux États-Unis, en Chine, en Europe et en Amérique latine. Deux mille étudiants ont suivi son cours « La Nature de la judéophobie ». Il fut directeur de l’Institut des animateurs et du Centre Educatif Sépharade dans lesquelles il a instruit milles des jeunes conducteurs[Quoi ?] provenant de vingt pays. En Argentine il est fondateur-directeur du Centro Hebreo Ioná et a conduit un programme de télévision sur le judaïsme. 
Diplômé des universités de Buenos Aires et de Jérusalem (cum laude), il a achevé à New York ses études de doctorat en philosophie. Il a étudié les sciences humaines dans les universités de la Sorbonne, San Marcos (Pérou) et Uppsale (Suède). Il a fondé le Programme d'Éducation et Éclaircissement sur le Rôle du Juif dans Monde avec des activités dans beaucoup de pays et le Programme Ai Tian d’Éclaircissement juif en Chine. Pendant deux ans, il a conduit un programme de télévision sur le judaïsme à la télévision publique argentine.

## Liste de ses œuvres

### Essais
- Je suis hébreu (1989), deux volumes d’essais sur Judaïsme et Modernité publiées par la communauté juive argentine et préfacés par le professeur Michael Rosenak de l’université hébraïque de Jérusalem.
- Protection de quatre mille années, sur judaïsme et écologie. Prix Kéren-Kayémet 1990.
- La Judéophobie (2001), sur les racines et mythes de la haine antijuive, publié à Barcelone, au Brésil en version portugaise (2002) et en Israël la version hébraïque (2005).
- Espagne déraillé. La terreur islamiste de Madrid et de l'éveil de l'Ouest (2004)
- Une trilogie intitulée Grandes Pensadores ('Grands Penseurs'), publiée par l’Université ORT de l'Uruguay (2005, 2006, 2007), sur la contribution de penseurs juifs à la civilisation Occidentale.
- L'Innovation et l'environnement (2007)
- Avec leur violon sur le dos (2008)

### Romans
- Chez les Santander (1980), premier livre narrative qui a reçu le prix Victoria Ocampo de l’Argentine, il a été traduit en Anglais dans le Stories de Boston (1985).
- Ajitofel (1988), roman philosophique qui a reçu le prix littéraire international Fernando Jeno de Mexique avec un prologue de Bernardo Ezequiel Koremblit.
- Lémeh (1992), roman historique publié à Tel Aviv, distingué par la Fondation Fortabat et préfacé par Eduardo Gudino Kieffer.
- Le Silence de Darwin (2006) est une fantaisie sur la voyage de Darwin, avec des connotations cabalistiques.
- Tuer sans laisser de trace (2009)